# Digoksin
Digoksin, koji je isto poznat kao digitalis, je prečišćeni srčani glukozid izdvojen iz biljke besnik, Digitalis lanata, (engl. foxglove). Njegov korespondirajući aglukone je digoksigenin, i njegovi acetil derivat je acetil-digoksin. Digoksin je široko korišćen u tretmanu različitih stanja srca, naime atrijalna fibrilacija, atrijalni flater i ponekad srčani udar u slučajevima gde se ne mogu kontrolisati drugi lekovi. Digoksin preparacije su obično reklamirane pod trgovačkim imenima Lanoxin, Digitek, i Lanoxicaps. Ovaj lek je isto tako dostupan kao 0.05 mg/ml rastvor za oralnu upotrebu, i 0.25 mg/ml ili 0.5 mg/ml injekcije. Kompanija GlaksoSmitKlajn ga proizvodi i prodaje.

## Efekti
Glavni farmakološki efekti digoksina su vezani za srce. Efekti izvan kardiološkog domena su odgovorni za mnoge štetne posledice.
Glavni kardiološki efekti su:
- Negativno hronotropski – usporava brzinu rada srca putem smanjene provodnosti električnih impulsa kroz atrioventrikularni kanal, iz kog razloga je široko korišćen kao antiaritmičko sredstvo u kontroli brzine srca tokom atrijalne fibrilacije ili atrijalnog flatera.
- Pozitivno inotropski - povećava snagu srčanih kontrakcija putem inhibicije  pumpe (vidi ispod).

## Mehanizam akcije
Mehanizam akcije nije potpuno istražen. 
Digoksin se vezuje za mesto na ekstracelularnom delu α-jedinice  pumpe na ćelijskoj membrani srčanih ćelija (miocita), i umanjuje njenu funkciju. To uzrokuje povećanje nivoa natrijum jona u miocitima, što dovodi do porasta nivoa kalcijumovih jona. Ćelije sadrže natrijum/kalcijum izmenjivač koji je zavistan od natrijumskog gradijenta kao signala za ispumpavanje kalcijum. Digoksin smanjuje taj koncentracioni gradijent, i time ometa izliv kalcijuma. Na taj način se poveća koncentracija kalcijuma u miokardiocitima i pejsmejker ćelijama. Predloženi mehanizam akcije digoksina je da povećana koncentracija kalcijuma uzrokuje produženje Faze 4 i Faze 0 srčanog akcionog potencijala, koji u kombinaciji sa efektima digoksina na parasimpatetički sistem, dovodi do smanjenja brzine otkucaja srca. Povećane količine Ca2+ su onda storiraju u sarkoplazmičnom retikulumu, i oslobođene su sa svakim akcionim potencijalom, što je nezavisno of digoksina. To dovodi do povećane kontraktilnosti srca. Ovo je različit mehanizam od načina rada katekolamina.
Digoksin isto tako povećava aktivnost živca lutalca svojom akcijom na centralni nervni sistem, i tako umanjuje provodljivost električnih impulsa kroz AV kanal. Ovaj negativni hronotropski efekat je važan za kliničku upotrebu u različitim aritmijama.

## Klinička upotreba
Najčešće indikacije za primenu digoksina su verovatno atrijalna fibrilacija i atrijalni flater sa brzim ventrikularnim odzivom, ali blokeri beta ili kalcijum kanala trebaju biti prvi izbor. . Velika ventrikularna brzina dovodi do nedovoljnog distolnog vremena punjenja. Usporavajući provođenje u AV kanalu i produžavajući njegov refraktivni period, digoksin može smanjiti ventrikularnu brzinu. Sama aritmija ne podleže uticaju, ali se funkcija pumpanja srca poboljšava zbog povećanog punjenja.
Upotreba digoksina u srčanim problemima u toku sinusnog ritma je jednom bila standardna, ali je u današnje vreme kontroverzna. U teoriji povećana sila kontrakcije treba da dovede do poboljšane funkcije srčanog pumpanja, ali je taj efekat sporan i drugi efektivni tretmani su dostupni. Digoksin nije više prvi izbor leka kod kongestivnog zastoja srca, ali još uvek može biti koristan kod pacijenata koji su simptomatični uprkos valjanog tretmana diureticima i ACE inhibitorima. Ovaj lek je izgubio dobar glas zato što je dokazano da nije efikasan u smanjenju morbidnosti i mortaliteta u kongestivnim zastojima srca. Međutim, dokazano je da povećava kvalitet života.
Digoksin se obično uzima oralno, ali može dati i putem  injekcije u hitnim situacijama. IV injekcija treba biti spora, i ritam srca se treba pratiti. Polu vreme života mu je 36 sati. Digoksin se daje jednom dnevno, obično u 125 μg ili 250 μg dozama. Kod pacijenata sa smanjenom funkcijom bubrega polu vreme života je značajno duže, zbog čega se doza treba smanjiti, ili se treba preći na drugi glukozid (kao što je digitoksin koji mada ima mnogo duži eliminacioni polu život od oko 7 data, i uglavnom je eliminisan iz tela putem jetre, i tako nije podložan promenama renalne funkcije).
Efektivni nivoi u plazmi su prilično dobro definisani, 1-2.6 nmol/l. Nivo digoksina se treba pratiti ako se posumnja da je toksičan, ili neefikasan. Nivo kalijum u plazmi isto treba da bude pažljivo kontrolisan.
Quinidine, verapamil, i amiodarone povećavaju nivo digoksina u plazmi (uklanjajući mesta za vezivanje u tkivu, i otežavajući renalno odstranjivanje dioksina), tako da se digoksin u plazmi mora pažljivo nadgledati.
Istraživači sa Jelskog univerziteta su razmatrali podatke jedne ranije studije da be videli dali digoksin ima različiti uticaj na muškarce i žene. Ta studija je utvrdila da digoksin, koje je korišćen vekovima, i koji stimuliše snažnije kontrakcije srca, nije smanjio smrtnost ili da je doveo do smanjene hospitalizacije. Naučnik Dr. Harlan Krumholz je rekao da su oni bili iznenađeni pronalaskom da su žene koje su koristile digoksin u studiji umirale frekventnije (33%) nego žene koje su uzimale placebo pilule (29%). Oni su izračunali da digoksin povećava rizik smrtnosti žena za 23%. Nije bilo razlike u smrtnosti kod muškaraca u toj studiji.
Digoksin is isto tako koristi kao standardna kontrolna supstanca za test p-glikoprotein inhibicije.

## Štetni efekti
Pojava štetne reakcije lekova je česta. To je prouzrokovano njegovim uskim terapeutskim indeksom (marginom između efektivnosti i toksičnosti). Štetni efekti su zavisni od koncentracije, i retki su kad je digoksin koncentracija u plazmi <0.8 μg/l. Oni su češći kod pacijenata kod kojih je nivo kalijuma nizak (hipokalemija), pošto digoksin normalno konkuriše K+ jonima za vezujuće mesto na Na+/K+ ATP pumpi.
Česti štetni efekti (kod ≥1% pacijenata) uključuju: gubitak apetita, mučnina, povraćanje, dijareja, zamagljena vizija, vizuelni poremećaji (žuto-zeleni krugovi), konfuzija, dremljivost, vrtoglavica, noćne more, razdraženost, i/ili depresija, kao i pojačani akutni osećaj čulnih aktivnosti. Manje frekventni štetni efekti (0,1%–1%) uključuju: akutnu psihozu, delirijum, amneziju, skraćen QRS kompleks, atrijalne ili ventrikularne prerane kontrakcije, paroksismalna atrijalna tahikardija sa AV blokadom, ventrikularna tahikardija ili fibrilacija, blokiranje srca ali kad se sistematično istraži, evidencija za to je sumnjiva. Farmakološko dejstvo digoksina obično rezultuje u elektrokardiogramskim (EKG) promenama, uključujući ST depresiju i T talas inverziju, koje ne indiciraju toksičnost. Prolongacija PR intervala, međutim, može biti znak toksičnosti. Dodatno, povećan intracelularni Ca2+ može prouzrokovati tip aritmije pod imenom bigeminija (parni otkucaji), i konačno ventrikularnu tahikardiju ili fibrilaciju. Kombinacija povećane (atrijalne) aritmogeneze i inhibirane atrio-ventrikularne provodljivosti (na primer paroksismalna atrijalna tahikardija sa AV blokadom – takozvana "PAT sa blokadom") se kaže da su dijagnoza toksičnosti digoksina.
Jedan često opisan ali retko primećen štetni efekat digoksina je vizuelni poremećaj percepcije boja (uglavnom žuta i zelena boja) koje is zove ksantopsija. Misli se da je slikarev Vinsent van Gogov Žuti period možda nekako bio influenciran istovremenom digitalis terapijom. Drugi okulo-toksični efekti digoksina uključuju uopšteno zamagljen vid, kao i viđanje oreola oko svake tačke svetlosti. Ovaj zadnji efekat je vidljiv u Vinsent van Gogovoj  Zvezdanoj noći. Evidencija o van Gogovoj upotrebi digoksina je podržana autoportretima koji sadrže biljku besnik, iz koje se digoksin izdvaja.
Koncentracija digoksina u plazmi može porasti dok je pacijent na antimalariskoj medikaciji hydroxychloroquine.
U slučaju predoziranja uobičajene podržne mere su potrebne. Ako aritmija stvara problem, ili dođe do maligne hiperkalemije (nekontrolisanog porasta koncentracije kalijuma zbog paralize Na/K pumpi na ćelijskim membranama koje su zavisne od ATP-aza), specifični protivotrov je antidigoksin (fragment antitela za digoksin, sa trgovačkim imenima Digibind i Digifab. Toksičnost se isto može tretirati sa dozama kalijuma koje su više od normalnih. Digoksin se ne može odstraniti dovoljno efikasno sa hemo ili peritonealnom dijalizom da be se tretirala toksičnost.
Digoksin ima potencijalno opasnu interakciju sa nekoliko lekova: verapamil, amiodarone, erythromycin, and epinephrine.

## Literatura
|  | Molimo Vas, obratite pažnju na važno upozorenje u vezi sa temama iz oblasti medicine (zdravlja). |